# 佐布里緑と花のふれあい公園

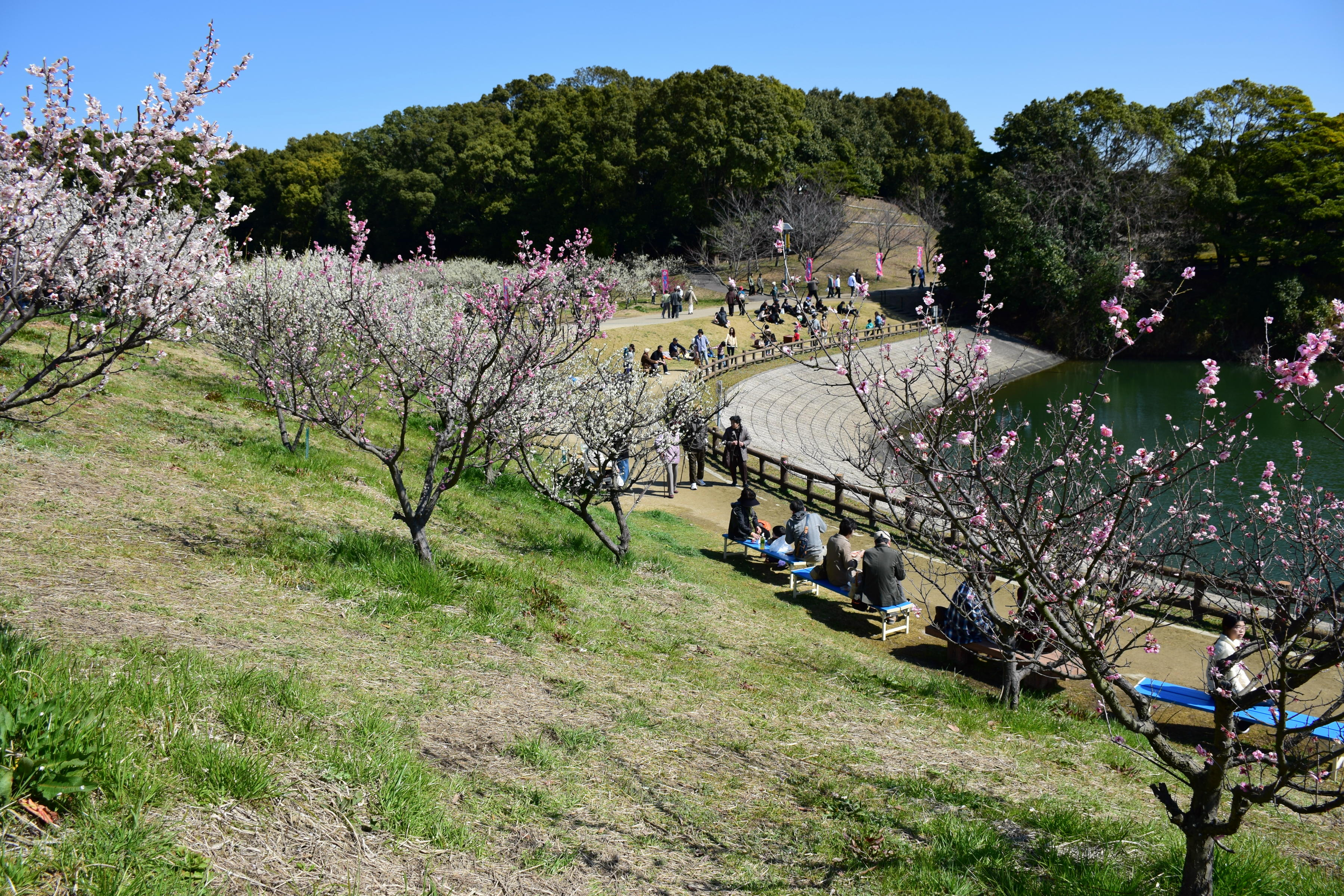
佐布里池周辺

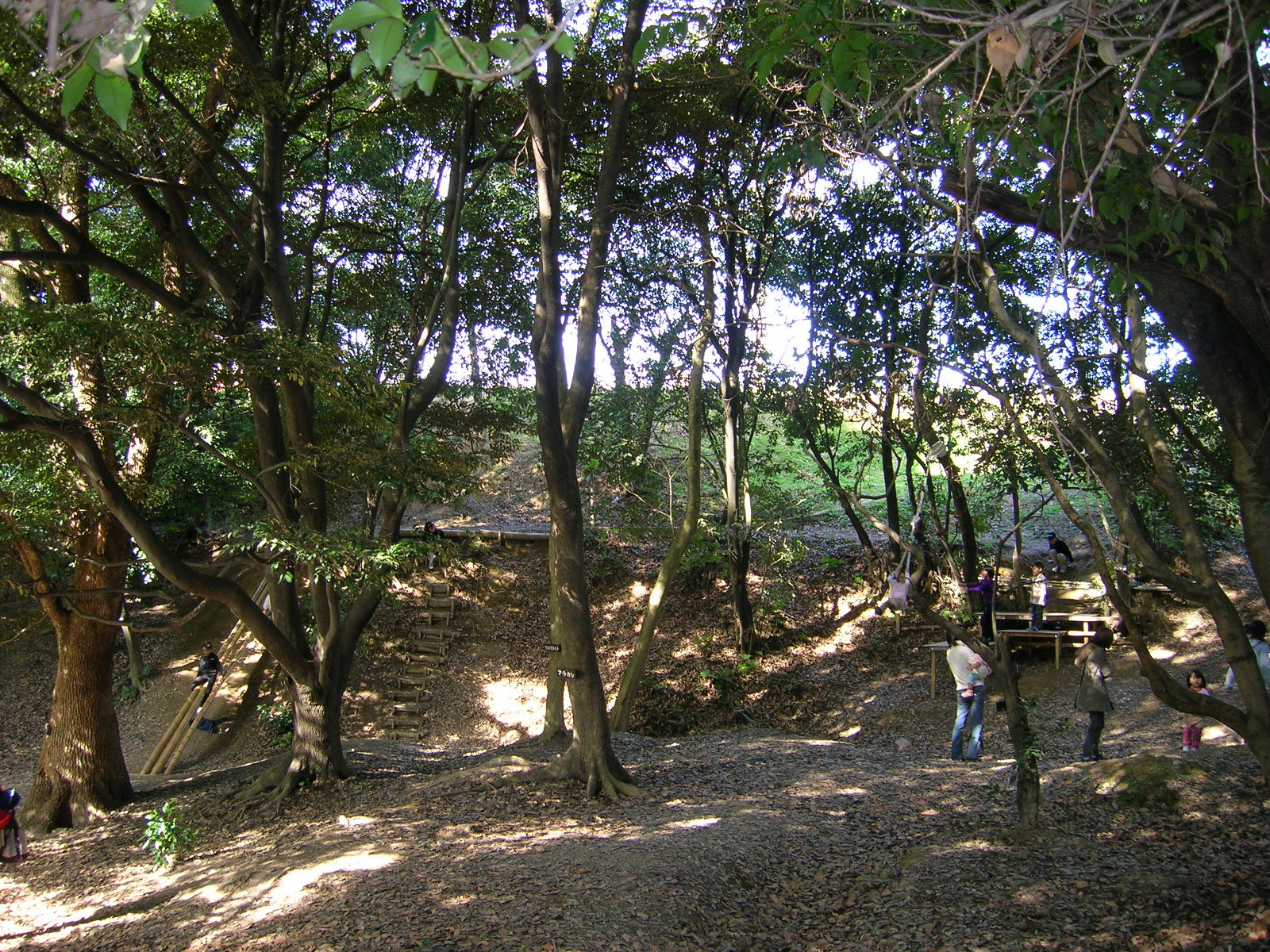
そうりプレーパーク

佐布里緑と花のふれあい公園（そうり みどりとはなのふれあいこうえん）は愛知県知多市佐布里台にある公園。

## 概要
2001年（平成13年）開園。「佐布里梅のメッカと花」をイメージして付けられた梅っ花そうり（うめっかそうり）という愛称がある。
愛知用水の調整池である佐布里池の北側に位置しており、「池の周辺の自然や景観を活かした余暇活動や体験の場を提供し、緑花や梅に関する情報を広く紹介する参加体験型施設」として位置付けられている。広さ約8ヘクタールの公園とその周辺には佐布里池が完成して以降に植えられた25種、約5,800本の梅の木をはじめとする多くの木々があって、梅の花が咲き「梅まつり」が開催される毎年2〜3月には特に多くの人が訪れる。

## 主な施設

### 梅の館
管理事務所が置かれ、佐布里の歴史などに関する情報を紹介する情報展示室や体験工房、売店やレストランなどを備える。

### ふれあい館
各種の展示会場として使用され、毎週末には地元の野菜を販売する朝市が開かれる。

### 花の館
鉢植えやハンギングバスケットの花を飾る温室。

### 愛知用水神社
1976年（昭和51年）に愛知用水水利観音堂とともに創建された神社で、総本社は吉野水分神社。愛知用水の工事期間中に亡くなった56名を合祀する。公園内でも標高が高い位置にあって、公園を一望出来る。

### そうりプレーパーク
2006年（平成18年）2月にオープンした「自分の責任で自由に遊ぶ、ケガと弁当は自分持ち」を掲げる手作り遊具による子供向けの冒険遊び場（プレーパーク）。NPO法人による運営が行われており、土・日・祝日に開催されている。
その他にも屋外ステージを持つ広場やバーベキューコーナー、花畑や果樹園がある。

## アクセス

### 自家用車
- 西知多産業道路 - 朝倉I.C.から東へ約15分。
- 知多半島道路 - 阿久比I.C.から西へ約15分。

### 公共交通機関
- 名鉄常滑線 朝倉駅から知多バス「佐布里」行に乗車、「梅の館口」バス停下車、東へ徒歩で約5分。
- 名鉄河和線 巽ヶ丘駅からあいあいバス「北部循環コース」に乗車、「梅の館」バス停下車、徒歩ですぐ。